# 秋画眉草
秋画眉草（学名：Eragrostis autumnalis）是禾本科画眉草属的植物，为中国的特有植物。分布于中国大陆的安徽、山东、河北、江西、江苏、福建等地，生长于海拔100米至1,000米的地区，多生长于路边草地，目前尚未由人工引种栽培。